# قائمة مقاومي حرب العراق

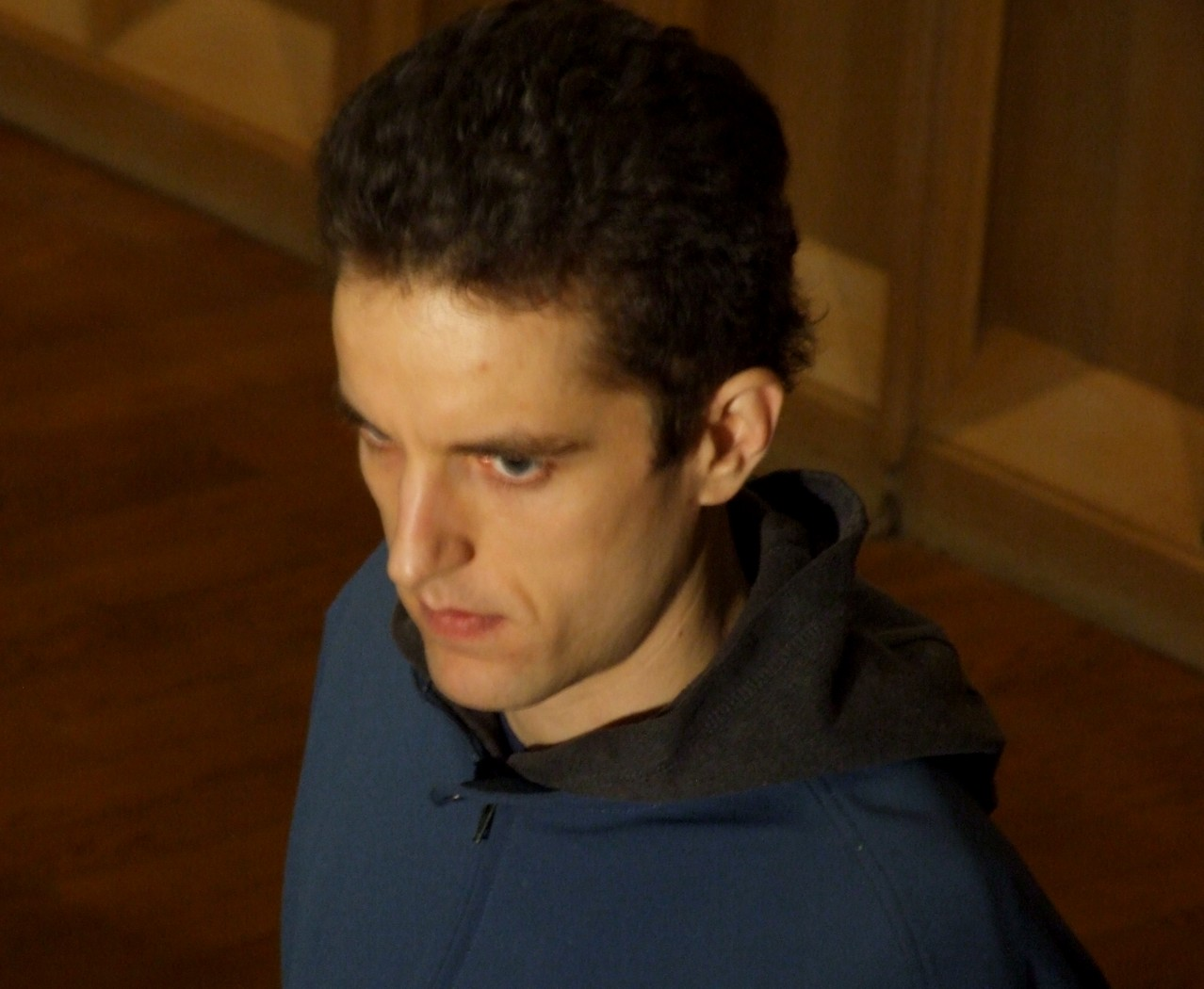
جيريمي هينزمان،أول أميركي هارب من حرب العراق يسعى للحصول على وضع لاجئ في كندا.

رفض بعض جنود قوات التحالف المشاركة في حرب العراق.فيما يلي قائمة بأبرز الأفراد العسكريين الذين رفضوا المشاركة في حرب العراق، مصنفة على نطاق واسع حسب الأسباب التي قدموها هم أنفسهم.

## المعترضون الذين انتقلوا إلى كندا

### القانونية والسياسية
عملاً بالمعاهدة المبرمة بين حكومة كندا وحكومة الولايات المتحدة الأمريكية بشأن المساعدة القانونية المتبادلة في المسائل الجنائية، يمكن للسلطات الأمريكية أن تطلب من السلطات الكندية تحديد وتحديد مكان واحتجاز المواطنين الأمريكيين الذين ارتكبوا جريمة يحمل عقوبة محتملة تزيد عن عام  ثم يتم تسليمهم لاحقًا إلى الولايات المتحدة، وفقًا لمعاهدة تسليم المجرمين بين الولايات المتحدة الأمريكية وكندا.ومع ذلك، يجب على حكومة الولايات المتحدة أن تعد بأن أولئك الذين تم تسليمهم لن ينالوا عقوبة الإعدام
نظرًا لاحتمال صدور أوامر توقيف من الفارين من الخدمة في الولايات المتحدة ووفقًا لهاتين الاتفاقيتين المذكورتين أعلاه، فهم عرضة للاعتقال في كندا ما لم يقننوا وضعهم.يمكن القيام بذلك من خلال متابعة طلب اللجوء، والذي سيعقد مجلس الهجرة واللاجئين في كندا (IRB) جلسة استماع بشأنه ويقرر مدى صحة الطلب.في حالة الرفض، يمكن للمدعي الاستئناف أمام المحكمة الفيدرالية ومحكمة الاستئناف الفيدرالية وأخيرًا المحكمة العليا لكندا، إذا تم منح الإذن.
ومع ذلك، إذا تم رفض طلب اللجوء ولم تبطل الطعون اللاحقة القرار الذي اتخذه مجلس الهجرة واللاجئين، فيجب على المدعي مغادرة كندا في غضون 30 يومًا بموجب أمر الترحيل. إذا لم يغادر المدعي كندا في غضون 30 يومًا أو فشل في تأكيد تفاصيل المغادرة مع وكالة خدمات الحدود الكندية، فإنه يصبح تلقائيًا أمر ترحيل، قابل للتنفيذ من قبل أي ضابط سلام في كندا.

### المعترضون الذين بقوا في كندا
قائمة من هذه المراجع:   ومعلومات عامة مأخوذة من قائمة الملفات الشخصية المقاوم في موقع «الشجاعة للمقاومة»  والتي تقدم دليلاً على أن هؤلاء الأفراد العسكريين يرفضون المشاركة في حرب العراق.
 جاستن كولبي
دان فلوشكو (يحمل جنسية مزدوجة مع الولايات المتحدة وكندا)
باتريك هارت
براندون هوجي (رفض IRB وضع اللاجئ)
بيتر جيملي
كريستيان كجار
ديل لاندري
كيفن لي
براد ماكول
فيل ماكدويل
ديفيد ساندرز
كايل سنايدر
جيمس ستيب
دين والكوت
رودني واتسون - في 5 أغسطس 2009، أُمر بمغادرة كندا بحلول 10 أغسطس 2009، ولكن تم تأجيل ذلك إلى 19 أغسطس 2009. وتم تأجيله مرة أخرى إلى 11 سبتمبر 2009. في ضوء أمر الترحيل هذا، استأنف إلى الكنيسة المتحدة الأولى في فانكوفر للحصول على حق اللجوء. تمت الموافقة على طلبه ودخل تلك الكنيسة في 18 سبتمبر 2009.
تشاك وايلي

#### منح المعترضون وقف الترحيل في انتظار قرارات أخرى
- كوري جلاس - في 9 يوليو 2008، ذكرت صحيفة تورنتو ستار أن كوري جلاس «مسموح [الآن] بالبقاء في كندا حتى تتخذ المحكمة الفيدرالية قرارًا بشأن...قضايا للمراجعة القضائية».[8] تم نقله إلى IRR حيث ظل تحت سلطة الجيش حتى يتم تسريحه.
- جيريمي هينزمان
- مات لويل (27 أكتوبر 2008 [9] و 6 يناير 2009 [10])
- كيمبرلي ريفيرا - في 11 أغسطس 2009، حصلت على جلسة استماع جديدة حول «تقييم مخاطر ما قبل الإزالة» مع ضابط جديد.[11]

#### منح المعترضون لجنة مجلس الهجرة واللاجئين في كندا الجديدة لإعادة النظر في طلبات الحصول على وضع اللاجئ الدائم
- جوشوا كي - في 4 يوليو / تموز 2008، فاز جوشوا كي باستئناف من المحكمة الفيدرالية، مما أجبر مجلس اللاجئين على إعادة النظر في طلبه.[12] [13] [14] [15] سيعقد جوشوا كي جلسة استماع جديدة أمام مجلس الهجرة واللاجئين.ذكرت تغطية هيئة الإذاعة الكندية في 4 يوليو / تموز 2008 للقصة أن هناك الآن احتمال أن «يمكن أن يتأهل كلاجئ».[16] في 3 يونيو 2009، عقد كي جلسة استماع جديدة أمام [مجلس الهجرة واللاجئين.[17] [18] [19]

### تم ترحيل المعترضين من كندا أو غادروا بسبب أمر الترحيل

#### المعترضون الذين تقدموا بطلبات للحصول على وضع اللاجئ القانوني
- روبن لونج - في 16 تموز (يوليو) 2008، ذكرت صحيفة تورنتو ستار أن لونغ «أمر بالخروج من [كندا] الأسبوع الماضي بعد أن فشل في الامتثال لشروط الكفالة المفروضة عندما غاب عن جلسة استماع بشأن الهجرة العام الماضي.تم ترحيله أمس.» [20]
- كريس تيسكي - 23 كانون الثاني (يناير) 2009، كان Teske أول مقاوم للحرب يُجبر على مغادرة كندا وقدم طلبًا للحصول على وضع اللاجئ القانوني، ولم «يفشل في الامتثال لشروط الكفالة» (كما فعل روبن لونغ)، ومع ذلك فقد تم إصداره أمر الترحيل.[21]
- كليفورد كورنيل - في يناير 2009، واجه كورنيل بعض الأحداث القانونية.[22] في 4 فبراير 2009، تم القبض على كورنيل «يوم الأربعاء بعد عبوره الحدود من كندا إلى ولاية واشنطن».[23] في 23 فبراير 2009، اتهم كورنيل بارتكاب جريمة الفرار بقصد «تجنب الواجب الخطير والتهرب من خدمة مهمة».[24] في 29 أبريل 2009، أدين كليفورد بالفرار وحكم عليه بالسجن لمدة عام.[25]

#### المعترضون الذين لم يتقدموا بطلب للحصول على وضع اللاجئ القانوني
- دانيال سانديت - تم ترحيله إلى شلالات نياجرا، كندا في 16 يوليو / تموز 2008،[26] بعد أن قضى أكثر من عامين في كندا.وقد حوكم لاحقًا في محكمة عسكرية في Ft.كارسون وحكم عليه بالسجن 8 أشهر.[27] [28] أصدر سانديت بيانًا مكتوبًا في السجن حول معارضته للحرب في العراق.[29] أطلق سراحه في 20 كانون الثاني (يناير) 2009، في Ft.سيل، أوكلاهوما، وتحدث علنًا عن تجربته في مؤتمر صحفي في أوكلاهوما سيتي في 22 يناير 2009.[30] [31]
- جيمس أشلي - في 23 ديسمبر / كانون الأول 2008، ذكرت صحيفة "تورنتو ستار" ما يلي: ألقت الشرطة الكندية القبض على رجل يبلغ من العمر 28 عامًا متهمًا بالفرار من الجيش الأمريكي وسلمته إلى السلطات الأمريكية في ميشيغان.أعيد جيمس أشلي إلى الولايات المتحدة يوم الاثنين في بلو واتر بريدج في بورت هورون.قال المتحدث باسم الجمارك الأمريكية رون سميث إنه ليس من الواضح ما إذا كانت الشرطة قد ألقت القبض على آشلي عند الجسر أو في مكان آخر في أونتاريو.يقول سميث إن هناك مذكرة توقيف بحق آشلي من فورت رايلي، كانساس"[32] من غير الواضح ما إذا كان آشلي كان ينوي إضفاء الشرعية على وضعه أم لا من خلال متابعة طلب اللجوء لدى مجلس الهجرة واللاجئين في كندا، أو ما إذا كان لم يفعل ذلك بعد.(انظر قانون الهجرة وحماية اللاجئين.)

### المعترضون الذين عادوا طواعية إلى الولايات المتحدة دون أمر إبعاد
- إيفان بروبيك - رفض الجولة الثانية في العراق، قوات مشاة البحرية الأمريكية؛ عاد إلى الولايات المتحدة لمواجهة مشير المحكمة بسبب الغياب غير المصرح به والحركة المفقودة في كوانتيكو في عام 2006.وحُكم على إيفان بالسجن لمدة 10 أشهر تم تخفيضه إلى 63 يومًا بسبب اتفاق ما قبل المحاكمة.تلقى بروبيك إبراء الذمة.
- داريل أندرسون - هرب إلى كندا بعد 7 أشهر في العراق.[33] عاد إلى الولايات المتحدة دون محاكمة عسكرية.[34]
- جيمس بورميستر - عاد إلى الولايات المتحدة، وسلم نفسه للسلطات، وأدين بالفرار من الخدمة العسكرية في 16 يوليو / تموز 2008، وحُكم عليه بالسجن 9 أشهر.[35] أطلق سراحه في 28 أكتوبر / تشرين الأول 2008 بعد ثلاثة أشهر و 10 أيام في السجن.[36]

## المعترضون الذين يزعمون أن الحرب غير قانونية
- بين غريفن - جندي بريطاني من القوات الخاصة الأمريكية يعتقد أن الحرب في العراق كانت غير شرعية وأن الحكومة كذبت بشأن سلوك الحرب.[37] سُمح له بمغادرة الجيش دون توجيه تهم إليه.[38]
- مالكولم كيندال سميث - ضابط طبي بالوحدة البريطانية في سلاح الجو الملكي البريطاني الذي رفض الانتشار على أساس الاعتقاد بأن الحرب كانت غير قانونية.[39] [40] تم اتهامه وإدانته بخمس تهم برفض أمر قانوني.[41] [42] رفض القاضي في قضيته الدفاع بأن الحرب كانت غير شرعية، قائلاً إن القوات المسلحة البريطانية لديها مبرر كامل بموجب قرارات الأمم المتحدة لوجودها في العراق وقت توجيه الاتهامات، وأن جريمة العدوان لا يمكن أن يرتكبها مثل هؤلاء.ضابط مبتدئ.
- ويل[ بحاجة لمصدر ]فريدو توريس [43]
- إهرين واتادا

## المعترضون على الخدمة العسكرية بدافع الضمير
لأغراض هذه القائمة، يتم تحديد الاستنكاف الضميري من قبل الفرد وليس الحكومة.غالبًا ما يختلف الأفراد والحكومات حول الوضع.
- أغوستين أغوايو (سجين الرأي لدى منظمة العفو الدولية [44])
- كيفن بندرمان - خدم جولة واحدة في العراق ثم تقدم بطلب للحصول على حالة المستنكف ضميريًا قبل جولته الثانية.[45] تمت تبرئته من الفرار من الخدمة العسكرية ووجد أنه مذنب بفقدان إحدى تحركات القوات.وحُكم عليه بالسجن لمدة 15 شهرًا، وخفض رتبته إلى رتبة خاصة وإخراج مخزي.[46] [47]
- المحقق السابق بالجيش ريكي كلوزنج [48] [49]
- ديدرا كوب [50]
- ايدان ديلجادو - تقدم بطلب للحصول على وضع المستنكف ضميريًا في أبريل 2003، وهو ما اعترف به الجيش في النهاية، وتم تسريحه بشرف في أبريل 2004.
- ستيفن فونك
- كاثرين جاشينسكي
- كليفتون هيكس [51]
- كاميلو ميخيا
- بابلو باريديس - بحار في البحرية رفض الصعود على متن السفينة يو إس إس بونهوم ريتشارد أثناء انتشارها في الخليج العربي في 6 ديسمبر 2004.وجدت محكمة عسكرية أنه مذنب بالغياب دون إذن.[52] [53]
- كيمبرلي ريفيرا
- جوش ستيبر - مدون ومؤلف مشارك لكتاب " رسالة إلى العراق [54]

في يونيو 2013، ظهر جوش ستيبر والعديد من المشاهير في مقطع فيديو يظهر دعم تشيلسي مانينغ. 
- عبد الله وليام ويبستر (سجين رأي في منظمة العفو الدولية بالولايات المتحدة [57]) [58]
- مارك ويلكرسون

## آخر
مايكل بليك
إيفان بروبيك
بيتر براون
توماس بوانومو
جيمس بورميستر
جوناثان أركيس كوب
كريس كابس
يوجين الكرز
جيمس سيركيلو
ترافيس كلارك
بيدرو فورتوناتو «كيلسو»
جوشوا ديسبين
جيسيكا فاوستنر
براد جاسكينز
كريس جورمان
عبد هندرسون
ديريك هيس
كليفتون هيكس
كيفن هيكس
إليوناي إسرائيل
تيري جونسون
غانم خليل
موهيسين خان
جويل کلمکویج
فنسنت لافولبا
بليك ليموين
كريستوفر ماجواي
ديفون مارش
كوري مارتن
جيمي ماسي
ميلاني ماكفرسون
مات ميشلر
لينجامين مول
بيري أوبراين
رالف بادولا
كوري رو
أندريه شيبرد
روس سبيرز
مايكل سودبيري
سوزان سويفت
روني تالمان
هارفي ثارب
مارك ترين
خوسيه فاسكيز
هارت فيجيس
كارل ويب
جايسون ويب
مارك ويلكرسون
روبرت زابالا

## العقوبات التي صدرت لمقاومي حرب العراق
| اسم | دولة             | تاريخ الإدانة  | أدين                                                        | جملة او حكم على                      | الوقت الفعلي في السجن                |
| --- | ---------------- | -------------- | ----------------------------------------------------------- | ------------------------------------ | ------------------------------------ |
| ستيفن فونك | الولايات المتحدة | 6 سبتمبر 2003  | الغياب غير المصرح به                                        | 6 اشهر                               | 6 اشهر                               |
| كاميلو ميخيا | الولايات المتحدة | 21 مايو 2004   | الهجر                                                       | 12 شهر                               | 9 أشهر                               |
| عبد الله وليام ويبستر (منظمة العفو الدولية سجين رأي )                                                                                             | الولايات المتحدة | 3 يونيو 2004   | عدم الانصياع لأوامر تحركات اللواء المتفوق والمفقود          | 14 شهر                               | 11 شهر                               |
| كيفن بندرمان | الولايات المتحدة | يوليو 2005     | الحركة المفقودة حسب التصميم، والهجر بقصد تجنب المهام الخطرة | 15 شهرا                              | 13 شهر                               |
| مالكولم كيندال سميث | المملكة المتحدة  | 13 أبريل 2006  | رفض الانصياع لأمر قانوني                                    | 8 أشهر بالإضافة إلى الغرامة، إلخ.    | شهرين بالإضافة إلى عقوبات أخرى       |
| أجوستين اجوايو (منظمة العفو الدولية سجين رأي ) | الولايات المتحدة | 6 مارس 2007    | الهجر                                                       |                                      | 7 شهور                               |
| ريان جاكسون | الولايات المتحدة | 30 مايو 2008   | الهجر                                                       | 100 يوم                              |                                      |
| *** جيمس بورميستر (عاد إلى الولايات المتحدة دون الحصول على أمر بالترحيل.)                                                                         | الولايات المتحدة | 16 يوليو 2008  | الهجر                                                       | 9 أشهر                               | 3 أشهر و 10 أيام                     |
| *** روبن لونج (تقدم بطلب للحصول على وضع قانوني؛ إصدار أمر بالترحيل.)                                                                              | الولايات المتحدة | 22 أغسطس 2008  | الهجر بقصد الابتعاد نهائيا                                  | 15 شهرا                              | 12 شهرًا                              |
| توني أندرسون | الولايات المتحدة | 17 نوفمبر 2008 | الهجر                                                       | 14 شهر                               |                                      |
| *** دانيال سانديت (بدأ السجن في 16 يوليو / تموز 2008 ؛ وانتهى في 20 يناير / كانون الثاني 2009) (لم تتقدم بطلب للحصول على وضع قانوني؛ تم ترحيلها.) | الولايات المتحدة | 17 نوفمبر 2008 | الهجر                                                       | 8 أشهر                               | 6 اشهر                               |
| *** كليفورد كورنيل (تقدم بطلب للحصول على وضع قانوني؛ إصدار أمر بالترحيل.)                                                                         | الولايات المتحدة | 29 أبريل 2009  | الهجر                                                       | سنة واحدة، ثم خفضت لاحقًا إلى 11 شهرًا | 11 شهرًا (تم إصداره في 16 يناير 2010) |